# آلومینات پتاسیم
آلومینات پتاسیم (به انگلیسی: Potassium aluminate) با فرمول شیمیایی K۲Al۲O۴ یک ترکیب شیمیایی است. که جرم مولی آن 196.157 g/mol می‌باشد. 